# Megan Maxwell
María del Carmen Rodríguez del Álamo Lázaro, més coneguda com a Megan Maxwell   (Nuremberg, 26 de febrer de 1965), és una escriptora espanyola de novel·la romàntica que també publica novel·la del subgènere Chick lit.
Nascuda a Nuremberg, de mare toledana i pare estatunidenc, abandonà Alemanya quan era petita per anar a viure a Madrid amb el seu pare. Treballà com a secretària en una assessoria jurídica durant diversos anys fins que el seu fill emmalaltí i deixà la feina per cuidar-lo. Aquest fou el moment en què començà a escriure novel·les romàtiques sota el pseudònim de "Megan Maxwell", tot i que no fou fins després de realitzar un curs on-line quan li van publicar la primera novel·la, Te lo dije (2009).
El 2010 guanyà el Premi Internacional Seseña de Novela Romántica i el 2017 guanyà el Premi Letras del Mediterráneo en l'apartat de novel·la romàntica.

### Novel·les
- Te lo dije (2009)
- Deseo concedido (2010)
- Fue un beso tonto (2010)
- Te esperaré toda mi vida (2011)
- Las ranas también se enamoran (2011)
- Olvidé olvidarte (2012)
- ¿Y a ti qué te importa? (2012)
- Desde donde se domine la llanura (2012)
- Los príncipes azules también destiñen (2012)
- Demana'm el que vulguis (2012)
- Casi una novela (2013)
- Demana'm el que vulguis, ara i sempre (2013)
- Demana'm el que vulguis o deixa'm (2013)
- Sorpréndeme (2013)
- Ni yo misma lo sé (2013)
- Ni lo sueñes (2013)
- Melocotón loco (2014)
- Adivina quién soy (2014)
- Adivina quién soy esta noche (2014)
- Siempre te encontraré (2014)
- Sígueme la corriente (2015)
- Hola, ¿te acuerdas de mi? (2015)
- Pídeme lo que quieras y yo te lo daré (2015)
- Oye, morena, ¿tú qué miras? (2016)
- El día que el cielo se caiga (2016)
- Soy una mamá (2016)
- Pasa la noche conmigo (2016)
- Una flor para otra flor (2017)
- Hasta que salga el Sol (2017)
- Yo soy Eric Zimmerman, vol. I (2017)
- ¿Y a ti qué te pasa? (2018)
- El proyecto de mi vida (2018)
- Soy una mamá divorciada y alocada (2018)
- Yo soy Eric Zimmerman, vol. II (2018)

### Relats
- Diario de una chirli (2009)
- Mi sueño y el de Adrián (2010)
- El bosque del arco iris (2011)
- Llámame bombón (2013)
- Un sueño real (2014)
- Ella es tu destino (2015)
- Un Café Con Sal (2015)

## Premis
- Premi Internacional Seseña de Novela Romántica 2010
- Premi Dama Clubromántica.com 2010
- Premi Rosas 2010 de Revista Romántica's
- Premi Dama Clubromántica.com 2011
- Premi Colmillo de Oro 2011
- Premi Dama Clubromántica.com 2012
- I Premi chick lit Espanya
- Premi Aura 2013
- Premi AELS 2013
- Premi Clubromántica.com 2013
- Premi Rosas 2013 de Revista Romántica´s
- Premi Púrpura 2014
- Premi Corazón 2014
- Premi Letras del Mediterráneo en l'apartat de novel·la romàntica 2017